# Governador Nunes Freire
Governador Nunes Freire est une municipalité brésilienne située dans l'État du Maranhão.